# Holcichneumon testacecolor
Holcichneumon testacecolor är en stekelart som först beskrevs av Morley 1919.  Holcichneumon testacecolor ingår i släktet Holcichneumon och familjen brokparasitsteklar. Inga underarter finns listade i Catalogue of Life.